# كريستيان كونستنت
كريستيان كونستنت (بالفرنسية: Christian Constant)‏ هو طاهي فرنسي، ولد في 18 مايو 1950 في مونتوبان في فرنسا.